# Theodor Hetzer
Theodor Hetzer (* 16. Juli 1890 in Charkow; † 27. Dezember 1946 in Überlingen am Bodensee) war ein deutscher Kunsthistoriker.

## Leben
Hetzer studierte Kunstgeschichte, Klassische Archäologie und Philosophie in Freiburg bei Wilhelm Vöge und in Berlin bei Heinrich Wölfflin. Sein wichtigster Lehrer in Berlin wurde aber Friedrich Rintelen, bei dem er  1915 an der Universität Basel promoviert wurde. Er habilitierte sich 1923 bei Wilhelm Pinder an der Universität Leipzig und lehrte dort anschließend Kunstgeschichte, seit 1929 als außerordentlicher, von 1935 bis 1945 als ordentlicher Professor.
Er galt als ausgesprochener Kenner der Kunst Giottos, Tizians und Raffaels und beschäftigte sich mit Dürer und den Einflüssen der deutschen Kunst auf die italienische Malerei des 16. Jahrhunderts. Seine Schriften befassen sich ferner mit Peter Paul Rubens und Rembrandt, mit der Krise der Malerei um 1800 bei Francisco de Goya und dem Wiederaufleben der Malerei bei Paul Cézanne.
Hetzer wurde gerühmt für seine anschaulichen und mit Sensibilität und Sprachgewalt vorgetragenen Auseinandersetzungen mit Kunstwerken und kunstgeschichtlichen Epochen und Stilen. So schreibt Hetzer, dass er meist aufgeschrieben habe, was ihm „im Laufe der Jahre an Einsichten und Gedanken […] gekommen ist. […] Bei den Texten zu den einzelnen Bildern war es meine Absicht, Ordnung und Schönheit dieser Kunst zu verdeutlichen.“ (aus „Schriften; Band 4: Bild als Bau“, S. 201.)
Im November 1933 unterzeichnete er das Bekenntnis der deutschen Professoren zu Adolf Hitler. 1936 wurde er zum Mitglied der Sächsischen Akademie der Wissenschaften gewählt.
Hetzer erlag am 27. Dezember 1946 in seiner Wahlheimat in Überlingen am Bodensee einem Herzleiden. Die Theodor-Hetzer-Straße in Überlingen ist nach ihm benannt.

## Veröffentlichungen (Auswahl)
- Die frühen Gemälde des Tizian. Eine stilkritische Untersuchung. Schwabe, Basel 1920 (Dissertation).
- Das deutsche Element in der italienischen Malerei des 16. Jahrhunderts. Berlin 1929.
- Gedanken um Raffaels Form. Frankfurt am Main 1932.
- Tizian. Geschichte seiner Farbe. Frankfurt am Main 1935.

Gesammelte Werke
Seine gesammelten Werke erschienen von 1981 bis 1998 auf insgesamt 4152 Seiten unter dem Titel: Theodor Hetzer: Schriften in neun Bänden im Stuttgarter Urachhaus-Verlag. Die Ausgabe wurde von seiner Schülerin Gertrude Berthold betreut und mit einer editorischen Notiz zu jedem Band versehen.
Die Einleitung schrieb sein Kollege und Freund Werner Gross.
Der Inhalt der einzelnen Bände:
- Band 1: Giotto – Grundlegung der neuzeitlichen Kunst: Giotto, seine Stellung in der europäischen Kunst; Betrachtungen zu Giottos Ognissanti Madonna in Florenz; Die Geschichte von Joachim u. Johanna in der Arena-Kapelle zu Padua; Über Giottos Einfachheit.
- Band 2: Die Bildkunst Dürers: Über Dürers Gegenständlichkeit; Dürers dt. Form; Dürers Kleine Passion; seine Bildnisse; über Dürers Randzeichnungen im Gebetbuch Kaiser Maximilians; ein Marienbild Dürers.
- Band 3: Das Ornamentale und die Gestalt: Das deutsche Element in der italienischen Malerei des 16. Jh's. und bei den einzelnen Künstlern (Leonardo, Michelangelo, Raffael, Tizian, Correggio etc.). Die schöpferische Vereinigung von Antike und Norden in der Hochrenaissance; deutsche Maler des 15. und 16. Jahrhunderts.
- Band 4: Bild als Bau, Elemente der Bildgestaltung von Giotto bis Tiepolo: Über das Verhältnis der Malerei zur Architektur; vom Plastischen in der Malerei; Gedanken um Raffaels Form; die Sixtinische Madonna; die Fresken Tiepolos in der Würzburger Residenz.
- Band 5: Rubens und Rembrandt; Rembrandt und Giotto.
- Band 6: Italienische Architektur im 15. und 16. Jahrhundert; Erinnerungen an italienische Architektur.
- Band 7: Tizian: Geschichte seiner Farbe, die frühen Gemälde, Bildnisse, herausgegeben von Gertrude Berthold, Urachhaus, Stuttgart 1992, ISBN 3-87838-906-X.
- Band 8: Venezianische Malerei von den Anfängen bis zum Tode Tintorettos.
- Band 9: Geschichte des Bildes von der Antike bis Cézanne: Die Wiederbelebung des klassischen Altertums; Studien zur Geschichte des Bildes; Goya und die bildende Kunst; Goethes italienische Reise; Cézanne-Notizen; über die Fläche in der Malerei; vom großen Kunstwerk; Michelangelo-Notizen; Mantegna; Donatello; Claude Lorrain; Gedenkrede Klingers.